# Gonagkend (Chamakhi)
Gonagkend est un village de la région de Şamaxı en Azerbaïdjan.

## Géographie
Le village de Gonagkend de la région de Şamaxı est situé dans la circonscription administrative du village de Gonagkend.

## Économie
La principale occupation de la population du village est l'agriculture, l'élevage et la céréaliculture.

## Population
Selon les statistiques de 2009, la population du village est de 829 personnes.